# 코스모스 482
코스모스 482(Kosmos 482, 러시아어: "Космос 482")는 1972년 3월 31일 04:02:33 UTC에 발사된 소련의 금성 탐사선으로, 지구를 탈출하여 저궤도를 벗어나는 데 실패했다. 이 때문에 나중에 지구 궤도를 떠도는 위성에 사용되는 "코스모스"로 이름이 변경되었다.
지구 주회 주차 궤도에 도달한 후, 베네라 페이로드 전체(1972-023A)는 두 개의 물체로 분리되었다. 베네라 주 버스로 추정되는 물체는 식별번호가 1972-023A로 계속 지정되었으며, 금성에 착륙할 예정이었던 강하체 부분에는 1972-023E (SATCAT 번호 6073)로 지정되었다. 주 버스와 이어진 로켓 단은 1972년 4월 3일에서 1981년 5월 5일 사이에 지구 대기권에 재진입했다.
2025년 5월 10일 06:04부터 07:32 UTC 사이에 강하체는 오스트레일리아, 인도양, 중동, 유럽 상공의 궤도를 통과하며 추락했다. 러시아 우주국 로스코스모스에 따르면, 06:24 UTC에 인도양 북동부에 추락했다.
약 495 킬로그램 (1,091 lb) 무게의 착륙 모듈은 대체로 온전한 상태로 지구 표면에 도달했다고 추정된다. 정확한 방향으로 진입했다면 금성 대기권 진입 시 300G의 가속도와 100 기압의 압력을 견디도록 설계되었다. 하지만 기체의 노후화와 낮은 재진입 각도는 생존 가능성을 낮췄을 가능성이 높다. 기체가 회전하거나 잘못된 방향으로 진입했다면 기체 일부가 지구 대기권에서 타버렸을 수 있다. TUDAT 시뮬레이션을 사용하여 최종 충돌 속도는 65–70 미터 매 초 (230–250 km/h; 150–160 mph)로 추정되었다.

## 배경
1962년부터 코스모스라는 이름은 의도된 최종 목적지에 관계없이 지구 궤도에 남아있는 소련 우주선에 부여되었다. 이 임무가 원래는 행성 탐사선으로 발사되었다는 주장은 소련 및 비소련권 출처와 역사적 문서를 기반으로 한다. 일반적으로 소련의 행성 임무는 처음에 로켓 엔진과 부착된 탐사선을 갖춘 발사 플랫폼으로 지구 주회 주차 궤도에 진입했다. 그런 다음 약 4분 동안 엔진을 점화하여 목표를 향해 탐사선을 발사했다. 엔진이 오작동하거나 점화가 완료되지 않으면 탐사선은 지구 궤도에 남겨지고 코스모스로 지정되었다.

## 역사
코스모스 482는 베네라 8호 대기 탐사선 발사 4일 후인 1972년 3월 31일에 몰니야 부스터에 실려 발사되었으며, 디자인 및 임무 계획은 앞선 베네라 8호와 유사했다고 추정된다. 지구 주회 주차 궤도에 도달한 후 우주선은 금성 전이 궤도로 이동함이 명백해 보이는 발사 시도를 했다. 하지만 우주선은 네 조각으로 분리되었는데, 그 중 두 조각은 저궤도에 남아 48시간 이내에 뉴질랜드 남부로 떨어졌고, 두 조각(페이로드와 분리된 엔진 유닛으로 추정)은 더 높은 210 km × 9,800 km (130 mi × 6,090 mi), 51.95도 경사 궤도로 진입했다. 타이머 설정 오류로 인해 블록 L 단이 조기에 차단되어 탐사선이 지구 궤도를 벗어나지 못했다.

### 1972년 파편의 재진입
이 조각들 중 첫 번째는 붉게 달아오른 13.6-킬로그램 (30 lb) 무게의 티타늄 합금 구체 네 개로, 지름은 38 센티미터 (15 in)였다. 이들은 1972년 4월 3일 오전 1시에 뉴질랜드 애슈버턴 바로 외곽에서 서로 16-킬로미터 (10 mi) 반경 이내에 추락했다. 이 구체들은 농작물에 탄 흔적을 남기고 흙에 깊은 자국을 만들었지만 아무도 다치지 않았다. 유사한 모양의 물체가 1978년 뉴질랜드 에펠턴 근처에서 발견되었다.
우주법에 따라 우주 쓰레기는 해당 국가 소유주에게 반환되어야 했지만, 소련은 위성의 존재나 소유권을 부인했다. 따라서 파편 소유권은 위성이 떨어진 농장 소유주에게 귀속되었다. 조각들은 뉴질랜드 과학자들이 철저히 분석했으며 제조 표식과 티타늄의 첨단 용접 증거를 통해 소련 기원임이 밝혀졌다. 과학자들은 파편이 위성 또는 우주선 발사 로켓에 사용된 일종의 가스 압력 용기이며 대기권에서 떨어져 나왔다고 결론내렸다.

### 2025년 지구 재진입

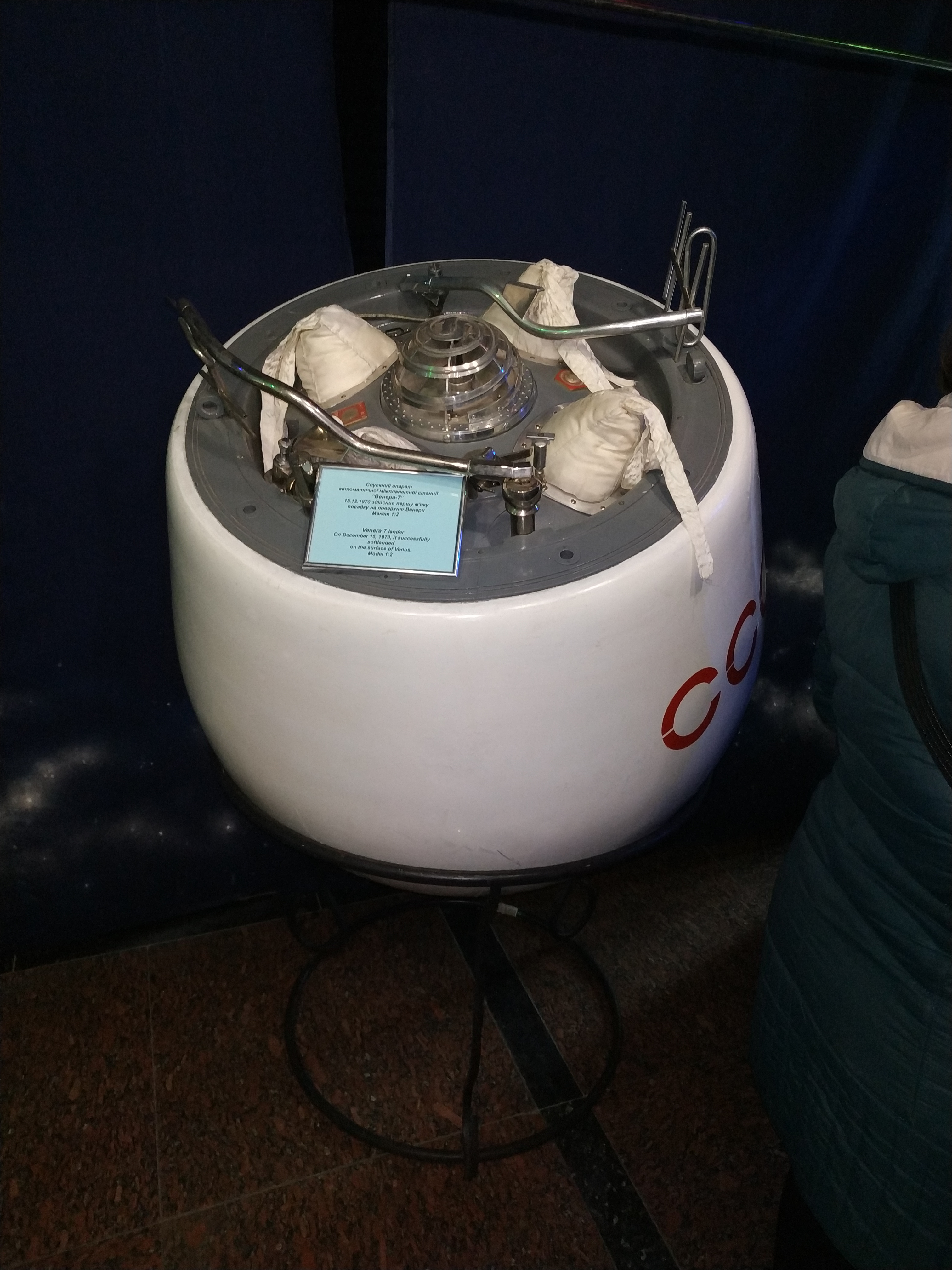
베네라 7호 임무의 착륙선

궤도에 남아있던 마지막 조각인 강하체는 2025년 5월 10일 북위 51.95도와 남위 51.95도 사이의 어딘가로 재진입했다.
2025년 5월 10일, 유럽우주국(ESA)은 07:32 UTC(09:32 CEST)에 독일 상공을 통과할 것으로 예측된 강하체가 레이더로 감지되지 않았다고 보고했다. 이를 바탕으로 ESA는 재진입이 그날 아침 일찍 이미 발생했을 가능성이 가장 높다고 결론 내렸다.
러시아 우주국 로스코스모스에 따르면, 착륙선은 06:24 UTC에 인도네시아 자카르타 서쪽의 동부 인도양에 충돌했다.

## 같이 보기
- 금성 임무 목록
- 소련 우주 프로그램
- 우주 쓰레기
- 우주 쓰레기 추락 사고 목록